# 하보크 (음악가)

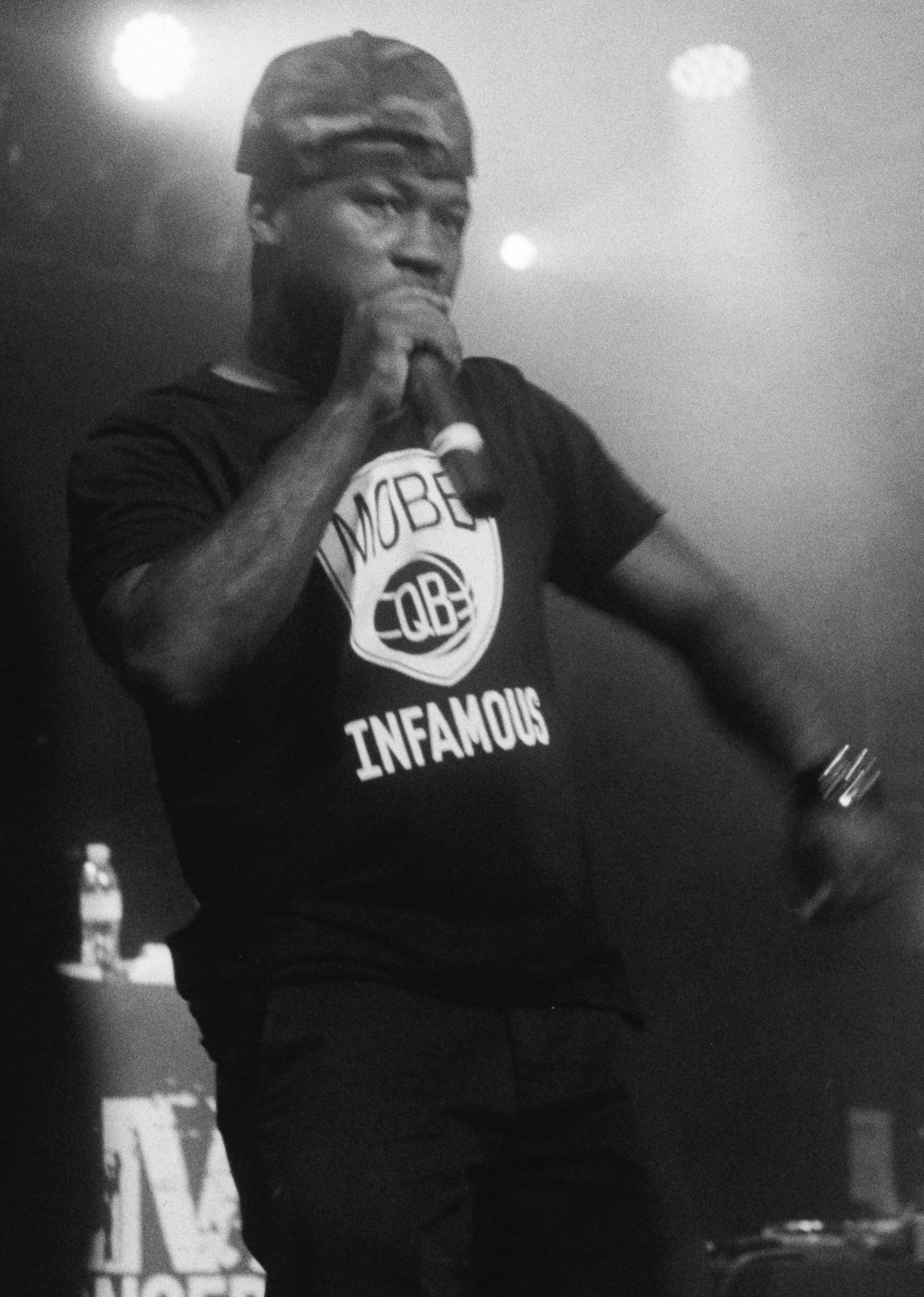

하보크(Havoc)(본명:Kejuan Muchita 출생:1974년 5월 21일 ~ )는 미국의 랩가수이다.현재 힙합듀오 맙딥의 멤버이다.

## 프로듀싱
그는 데뷔이래로 수많은 뮤지션들과 작업했다.대표적으로는 메소드 맨, 나스, Notorious B.I.G, 제이다키스, 더 게임, LL Cool J, 50 센트, G-Unit, 릴킴 등과 작업했다.2005년 봄 그는 50 센트의 레이블 G-Unit Record로 픽업된다. 하지만 2006년 말 서로의 음악의 견해가 있다는 생각으로 크루에서 탈퇴한다.
대중들은 그를 굵은 목소리 톤의 랩퍼,모순이 없는 랩,하드코어 리릭리스트로 기억한다.

## 앨범

### 정규 앨범
- 2007: The Kush
- 2009: Hidden Files
- 2009: From Now On

### 싱글 앨범
- 2007: "I'm the Boss"
- 2009: "Watch Me"
- 2009: "Heart of the Grind"